# Huawei AppGallery
Huawei AppGallery (o direttamente AppGallery) è un gestore di pacchetti e una piattaforma di distribuzione di applicazioni sviluppata da Huawei per il sistema operativo Android. AppGallery viene utilizzata da 420 milioni di utenti attivi su 700 milioni di dispositivi Huawei e viene preinstallata con tutti i nuovi dispositivi mobili Huawei. 
Da quando, nel maggio 2019, i dispositivi Huawei di nuova produzione persero il diritto di accesso ai servizi mobili Google, la società cinese non ha potuto utilizzare i servizi Google su alcuni dei suoi nuovi telefoni, in particolare Mate 30, e ha iniziato a produrre telefoni che utilizzando solo AppGallery e Servizi mobili Huawei (HMS) senza i servizi Google Play installati.
A partire dal primo semestre 2020, AppGallery ha raggiunto 261 miliardi di download di app. A partire dal 2020, AppGallery aveva 490 milioni di utenti in oltre 170 paesi e regioni.

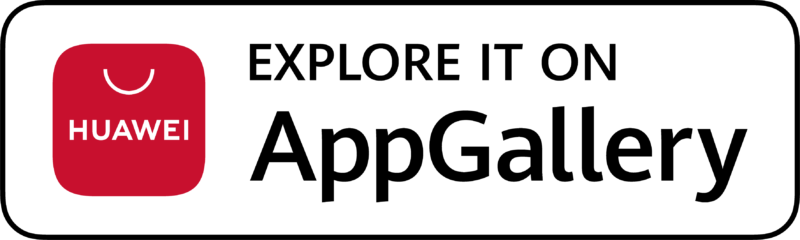
badge AppGallery con il testo "Explore it on AppGallery"